# Американо-бангладешские отношения
Американо-бангладешские отношения — двусторонние дипломатические отношения между США и Бангладеш.

## История

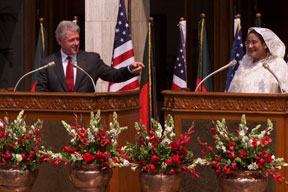
Билл Клинтон и Шейх Хасина в 2000 году.

Соединенные Штаты установили дипломатические отношения с Бангладеш в 1972 году, после обретения им независимости от Пакистана. США и Бангладеш имеют отличные межгосударственные отношения, эти две страны связывают прочные узы дружбы. Бангладеш является ключевым стратегическим партнером США в Южной Азии. Усилия Бангладеш по экономическому развитию, противодействию насильственному экстремизму, содействию международным миротворческим миссиям — имеют жизненно важное значение для региональной и глобальной стабильности.
Бангладеш добился прогресса в строительстве процветающего и демократического общества. Однако, несмотря на улучшения, большая часть населения живет в бедности, страна сталкивается с серьезными проблемами в области инфраструктуры и с деятельностью террористических экстремистских групп. Эти проблемы усугубляются тем фактом, что Бангладеш является одной из самых густонаселенных стран в мире.

## Торговля
Американский экспорт в Бангладеш: сельскохозяйственная продукция (хлопок, пшеница, молочные продукты), самолеты, машины, железные и стальные изделия. Импорт США из Бангладеш: одежда и другие текстильные изделия, головные уборы, креветки, сельскохозяйственная продукция (в первую очередь табак). Соединенные Штаты являются одним из крупнейших экспортных рынков для Бангладеш.